# Hugh Chisholm
Hugh Chisholm ( /ˈtʃɪzəm/; 22 de febrero de 1866 - 29 de septiembre de 1924) fue un abogado y periodista británico, editor de las 10ª, 11ª y 12ª edición de la Enciclopedia Británica.

## Biografía
Nació en Londres, Inglaterra, hijo de Henry Williams Chisholm (1809-1901), Director del Standards Department de la Junta de Comercio, y su esposa Anna Louisa Bell. Su hermana fue la célebre matemática Grace Chisholm. Se educó en la Felsted School y se matriculó en el Corpus Christi College de Oxford en 1884, donde se graduó en 1888 con honores en literae humaniores. En 1892 se colegió en el Middle Temple.
Chisholm trabajó para The St James's Gazette como ayudante del director desde 1892 y fue nombrado director en 1897. Durante estos años, también contribuyó con numerosos artículos sobre temas políticos, financieros y literarios a los semanarios y revistas mensuales, llegando a ser muy conocido como crítico literario y publicista conservador. En 1899 pasó a The Standard como redactor jefe y en 1900 se trasladó a The Times, para actuar como coeditor con Sir Donald Mackenzie Wallace y el presidente Arthur Twining Hadley, de la Universidad de Yale, en la preparación de los once volúmenes que conformarían la décima edición de la Enciclopedia Británica. En 1903 se convirtió en redactor jefe de la 11ª edición, que se completó bajo su dirección en 1910 y fue publicada en su conjunto por la Cambridge University Press, en 29 volúmenes, en 1911. Posteriormente planificó y editó The Britannica Year-Book (1913).
Chisholm había sido sugerido como sustituto como editor de The Times como alternativa a Geoffrey Dawson. Lord Northcliffe, propietario del tabloide desde 1909, le prometió el puesto en 1911, pero no cumplió la promesa y Dawson continuó hasta 1919.
En 1913, tras su regreso de América para supervisar la impresión de The Britannica Year-Book, Chisholm fue nombrado editor diario de The Times. Su función incluía la de redactor jefe, pero con el tiempo se enemistó con Northcliffe. En agosto de 1913 fue nombrado director de la empresa. Fue editor financiero durante toda la Primera Guerra Mundial y dimitió en 1920, cuando se embarcó en la redacción de los tres volúmenes que formaban la 12ª edición de la Encyclopædia Britannica, publicada en 1922.

## Familia
En 1893, Chisholm se casó con Eliza Beatrix Harrison, hija de Henry Harrison, del condado de Down. Tuvieron tres hijos. Uno de ellos, Archibald Chisholm, desempeñó un papel clave en el desarrollo de la industria petrolera en Kuwait y fue editor del Financial Times de 1937 a 1940.